# Calvià (stad)

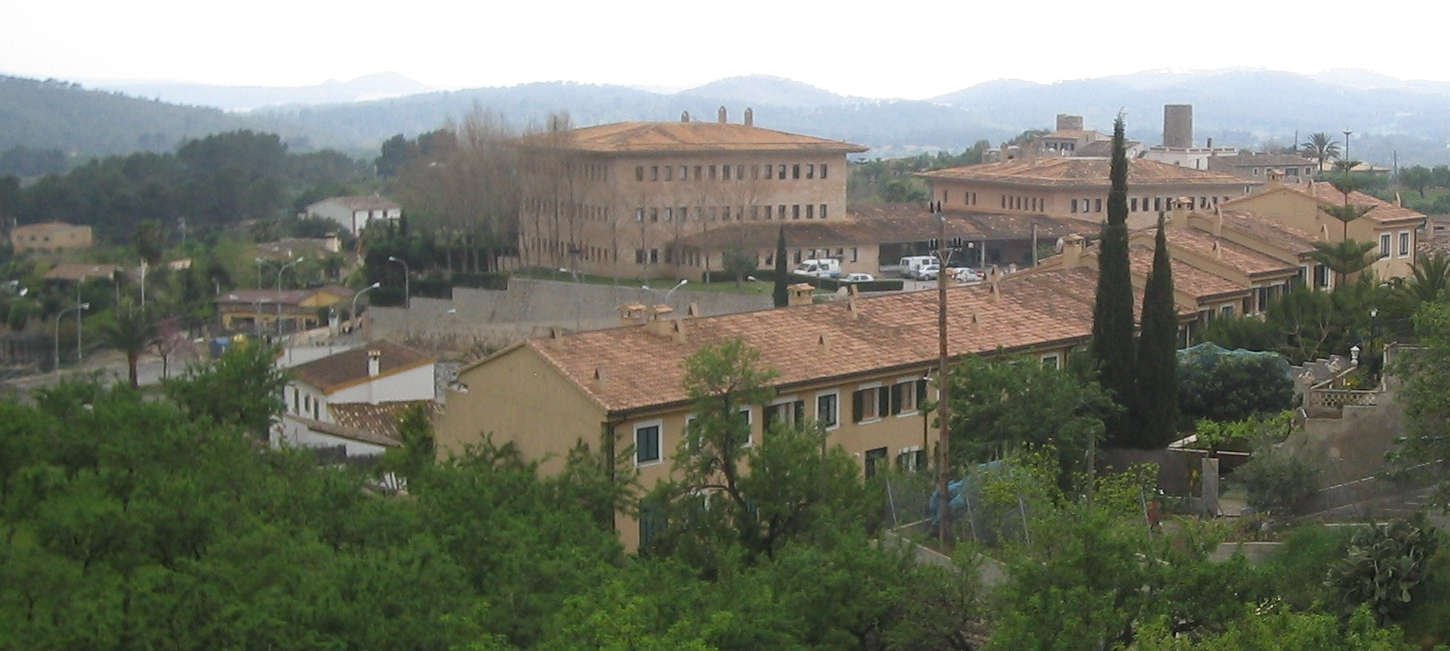
Del av samhället som visar nya Ayuntaminto.

Calvià (Calvià vila) är ett samhälle i den spanska kommunen Calvià på ön Mallorca, den största ön bland öarna i Balearerna.

## Demografi
Antalet invånare i samhället uppgick år 2011 till 2 265.

## Historia

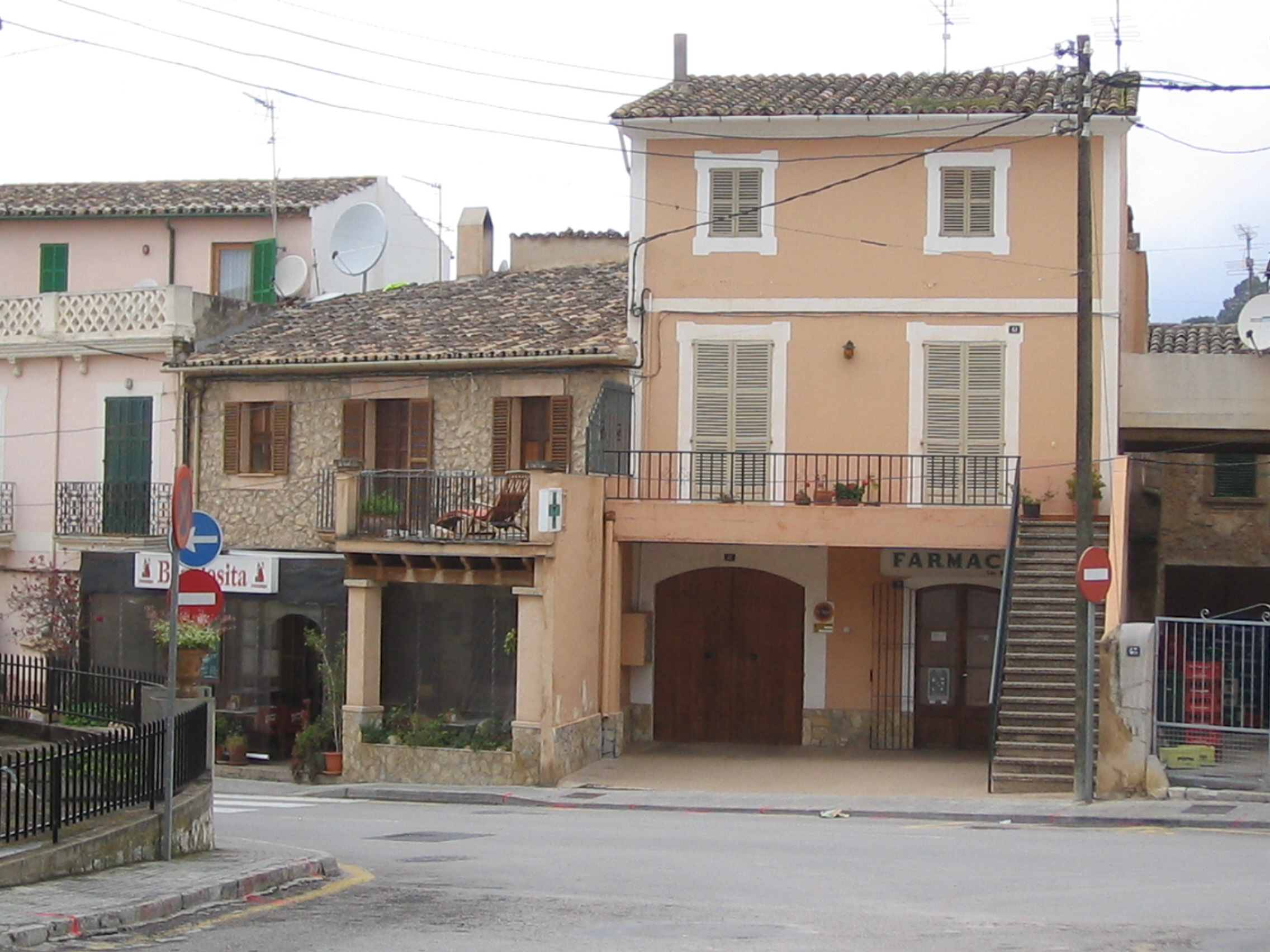
Calvià, gatubild.

Samhället Calvià har sina rötter 4000 år tillbaka, då ön utgjorde en sista anhalt för sjöfarare från öster innan man kom fram till den Iberiska halvön för att där söka efter metaller. Dessa sjöfarare kom från Italien och från öar i östra medelhavet. De skapade små bebyggelser nära kusterna och kom att bli dess första invånare.
Calvià grundades som villa 1285, under Jacob II:s regering, son till kung Jakob I av Aragonien. Redan 1248 hade Calvià sin första församlingskyrka Iglesia de San Juan Bautista.
Den händelse i historien som mest har påverkat kultur och tradition i Calvià och resten av Mallorca är kung Jakob I:s landstigning på Santa Ponsa den 10 september 1229. Han avsåg att erövra ön och ta upp kampen mot de araber som hade kommit år 903 och hade införlivat ön till sina taifa-kungadömen.
Efter erövringen koloniserades Mallorca av katalanska familjer som förde med sig sitt språk och kultur, vilket är det som överlevt idag. Calvià blev kvar under biskopens styre (som hade bidragit till kungens kampanj liksom andra adelsmän som erhöll andra landområden på Mallorca), en omständighet som skapade spänningar framtill tillämpningen av pariaje, som var ett avtal som befäste feodalväldet för biskoparna av Barcelona och som kvarstod till 1834.

## Viktiga byggnader
- Kyrkan i Calvià, tillägnad Johannes döparen, härrör från 1604 och byggdes om året 1867. Det är ett tempel med historisk fasad som kombinerar nyromansk stil med ett stort fönster i nygotisk stil och med två smala tvillingtorn där klocktornet ligger.
- Stadshuset som ligger vid infarten till staden invigdes 1989. Det ritades av arkitekterna Rafael Balaguer och Jaime Vidal, som förenade delar av folklig arkitektur och traditionell mallorquina  med funktionalitet och konstruktioner i avantgardestil.

## Ledning och administration

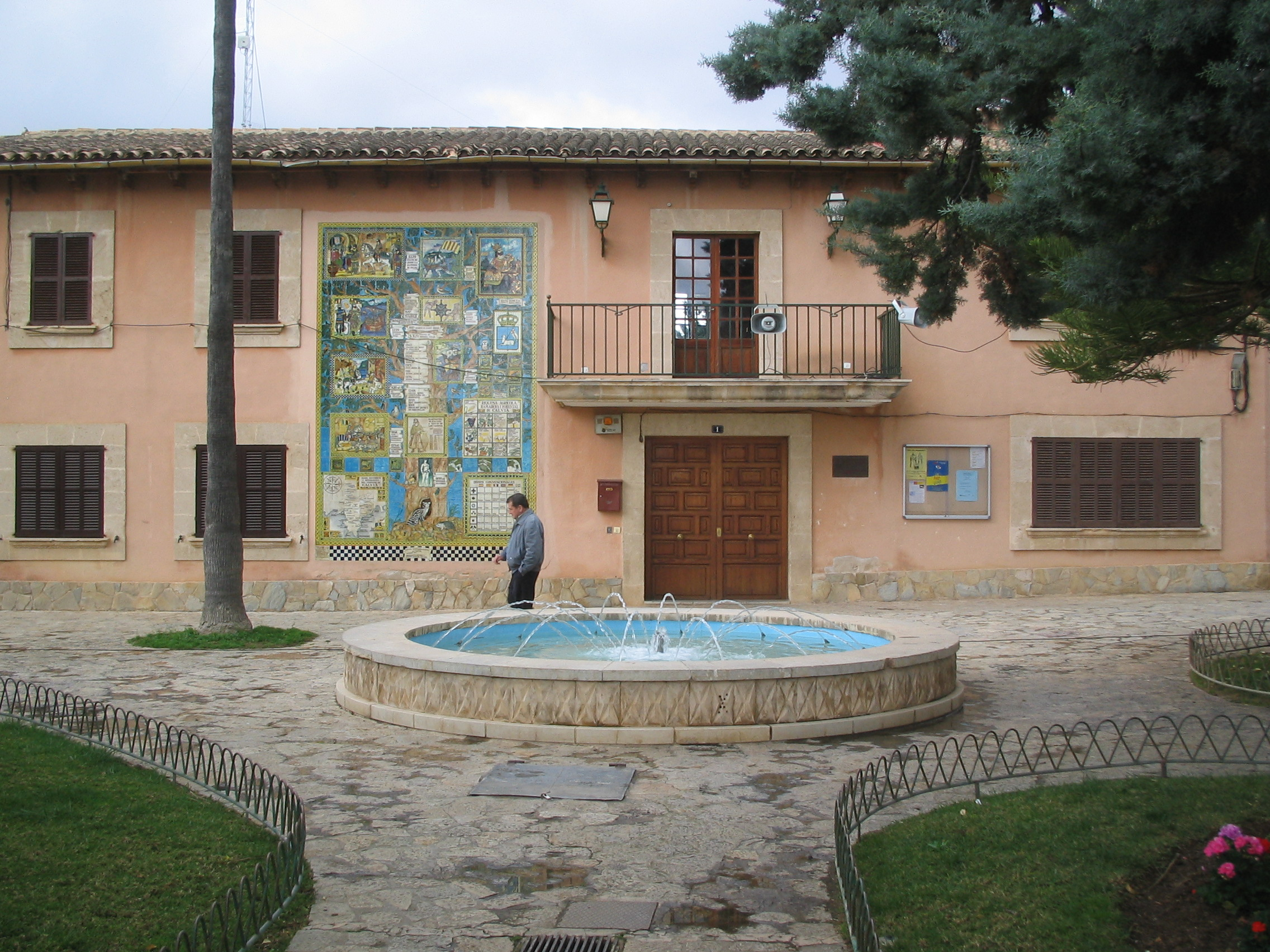
Gamla Casa Consistorial.

Som varande kommunens huvudort ligger kommunens ayuntamiento i samhället.